# Flacourtia integrifolia
Flacourtia integrifolia är en videväxtart som beskrevs av Merrill. Flacourtia integrifolia ingår i släktet Flacourtia och familjen videväxter. Inga underarter finns listade i Catalogue of Life.